# Гней Корнелий Меренда
Гней Корне́лий Мере́нда (лат. Gnaeus Cornelius Merenda; III—II века до н. э.) — римский политический деятель из патрицианского рода Корнелиев, претор 194 года до н. э.

## Биография
Гней Корнелий принадлежал к древнему патрицианскому роду. В 194 году до н. э. он занимал должность претора и управлял Сардинией. В числе послов, отправившихся на Восток в 189 году до н. э., Тит Ливий упоминает некоего Гнея Корнелия Мерулу, и антиковед Фридрих Мюнцер предположил, что на самом деле здесь имеется в виду Меренда.